# Bad Mojo
Bad Mojo est un jeu d'aventure développé par Pulse Entertainment et édité par Acclaim Entertainment, sorti en 1996 sur PC et Macintosh. Une version remastérisée, intitulée Bad Mojo Redux, a été publiée en 2004 par Got Game Entertainment (en).
Le joueur incarne l'entomologiste Roger Samms transformé en cafard après avoir touché un médaillon. Pour retrouver sa forme humaine, il devra explorer les pièces du Eddie's Bar, un endroit miteux situé à San Francisco.
Le jeu contient quelques allusions à La Métamorphose, de Franz Kafka.

## Synopsis
Roger Samms est un entomologiste de 36 ans ayant reçu une subvention d'un million de dollars pour mettre au point un insecticide capable d'éradiquer les cafards. Mais Samms détourne la subvention à son profit. Il se cache dans une vieille chambre du Eddie's Bar, un établissement vétuste de South Beach, à San Francisco.
Alors qu'il réunit ses affaires, Roger saisit un ancien bijou ayant appartenu à sa mère. L'objet libère un sortilège qui transforme Roger en blatte. L'insecte commence à explorer les endroits sales et négligés du bar, ce qui va lui faire découvrir son propre passé et celui d'Edward Battito (ou Eddie, le propriétaire du bar) ainsi que les liens qui les unissent.
Le jeu propose quatre fins alternatives, dont une seule dans laquelle Roger et Eddie survivent.

## Système de jeu
Le joueur contrôle un cafard à l'aide des touches directionnelles du clavier (ex. : flèches haut, bas, gauche, droite) qui permettent d'avancer, de reculer, de pivoter, ou de pousser des petits objets ; il n'y a pas d'inventaire.

## Développement
Myst est cité par les développeurs comme source d'inspiration.